# كاشر برم
```
كاشر بروم
 
(
بالإنجليزية
: 
 Gasherbrum
)‏
 وهي كتلة جبال تقع بين 
الصين
 
وباكستان
.
[
1
]
```

هي مجموعة نائية من القمم تقع في الطرف الشمالي الشرقي لجليدة بالتورو في سلسلة كاراكورام في جبال الهيمالايا على حدود وادي شكسجام الذي تديره الصين وإقليم جيلجيت بالتستان في باكستان. يحتوي الكتل الضخمة على ثلاثة من قمم العالم التي يبلغ ارتفاعها 8000 متر (إذا تم تضمين برود بياك). على الرغم من أن كلمة "Gasherbrum" في الواقع تعني «الجبل الجميل».

## الجغرافيا
في عام 1856، شاهد توماس جورج مونتغمري، الملازم البريطاني للمهندسين البريطانيين وعضوا في المسح الكبير للمثلثات في الهند، مجموعة من القمم العالية في كاراكورام من أكثر من 200 كم. قام بتسمية خمسة من هذه القمم K1 و K2 و K3 و K4 و K5 ، حيث يشير الحرف "K" إلى كاراكورام.